# Hofstädten

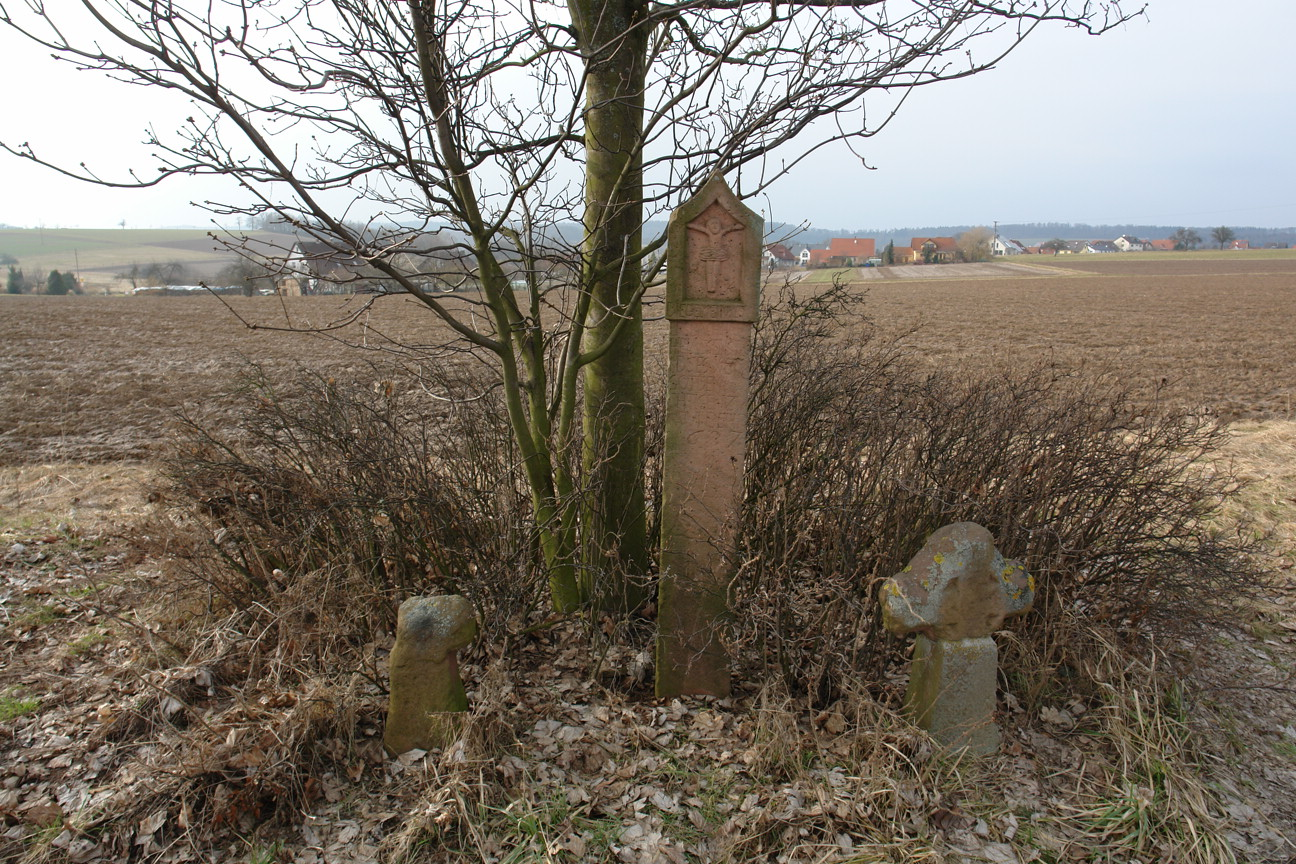
Steinkreuze zwischen Hofstädten und Omersbach

Hofstädten ist ein Gemeindeteil des Marktes Schöllkrippen im unterfränkischen Landkreis Aschaffenburg in Bayern.

## Geographie
Das Dorf Hofstädten liegt im Kahlgrund am westlichen Rand des Spessarts, an der Staatsstraße 2306 zwischen Geiselbach und Schneppenbach. Östlich von Hofstädten befindet sich das Dorf Unterwestern. Im Südwesten liegt Krombach. Über die Kreisstraße AB 18 gelangt man ins westlich liegende Omersbach. Der topographisch höchste Punkt der Dorfgemarkung befindet sich nördlich des Ortes am Ziegelberg mit 357 m ü. NHN (Lage), der niedrigste liegt am Schneppenbach auf 236 m ü. NHN (Lage).

### Nachbargemarkungen
Folgende Gemarkungen grenzen an das Ortsgebiet von Hofstädten:
| Geiselbach |                                             | Oberwestern   |
| Omersbach  | Kompassrose, die auf Nachbargemeinden zeigt | Unterwestern  |
| Krombach   |                                             | Schneppenbach |

## Geschichte
Mit der Besiedlung des Kahlgrundes durch die Franken, ca. 700 bis 800 n. Chr., beginnt die eigentliche Geschichte Hofstädtens. Die ältesten sichtbaren Zeichen sind zwei (irisch/schottische) Steinkreuze an der Straßenkreuzung zwischen Hofstädten und Omersbach (dazwischen ein Bildstock von 1607).
Hofstädten gehörte im Mittelalter und in der Frühen Neuzeit zum Kloster Seligenstadt, das Kurmainz unterstand. 1802 besetzten Truppen der Landgrafschaft Hessen-Darmstadt das Kloster, zum 1. April 1803 fiel es mit dem Reichsdeputationshauptschluss auch offiziell an Hessen-Darmstadt. Hofstädten gehörte für die folgenden Jahre zur Landgrafschaft, ab 1806 zum Großherzogtum Hessen. Unter dem 30. Januar 1816 schlossen das Großherzogtum und das Königreich Bayern einen Vertrag, der den Austausch einer Reihe von Gebieten vereinbarte: Hofstädten gelangte dadurch zu Bayern.
Die Gemeinde Hofstädten gehörte zum Bezirksamt Alzenau, das am 1. Juli 1862 gebildet wurde. Dieses wurde am 1. Januar 1939 der Landkreis Alzenau in Unterfranken. Mit dessen Auflösung kam Hofstädten am 1. Juli 1972 in den neu gebildeten Landkreis Aschaffenburg. Am 1. Mai 1978 wurde Hofstädten im Zuge der Gebietsreform in Bayern nach Schöllkrippen eingemeindet.

## Name

### Etymologie
Der Name besteht aus den althochdeutschen Wörtern hof und stat. Er stammt von einem Übernachtungshof (Hofstatt) an der alten Handelsstraße zwischen Aschaffenburg und Gelnhausen (über Polsterberg-Ziegelberg) in der Gemarkung Hoffeld, Hofwiese, Hofhecke, Frongut. Im Volksmund wird der Ort "Hofstääre" genannt.

### Frühere Schreibweisen
Frühere Schreibweisen des Ortes aus diversen historischen Karten und Urkunden:
- 1562 „Hoffstetten“[9]
- 1847 „Hofstetten“[10]
- 1860 „Hofstötten“[11]
- 1865 „Hofstätten“[12]
- 1880 „Hofstädten“[13]